# ماریو لوپز استرادا
ماریو لوپز استرادا (انگلیسی: Mario López Estrada؛ زادهٔ ۲۱ مارس ۱۹۳۸) اهالی کسب‌وکار و کارآفرین اهل گواتمالا است.